# MSU Soccer Park at Pittser Field
Der MSU Soccer Park at Pittser Field ist ein Fußballstadion in der US-amerikanischen Township Montclair im Bundesstaat New Jersey. Die Spielstätte befindet sich auf dem Campus der Montclair State University. 

## Geschichte
Der MSU Soccer Park at Pittser Field wurde 1998 eröffnet und ist seitdem die Heimspielstätte der College-Fußballmannschaften der Frauen und Männer, den Montclair State Red Hawks, der Montclair State University. Von 2007 bis 2013 trainierten die New York Red Bulls aus der Major League Soccer auf der Anlage. In dieser Zeit gab es einige Veränderungen am MSU Soccer Park. 2009 wurde das Naturrasenspielfeld durch einen FieldTurf (Kunstrasen) ersetzt. 2012 ergänzte eine Flutlichtanlage das Stadion, um Abendspiele zu ermöglichen. Seit 2017 nutzten die New York Red Bulls II aus der USL Championship (USLC) und die New York Red Bulls U-23 aus der USL League Two (USL2) das Gelände. Dafür musste der MSU Soccer Park an die Anforderungen der United States Soccer Federation (USSF) angepasst werden. Nach der Ankündigung des Umzugs wurde der Park 2016 um 3000 Sitzplätze zur Saison 2017 erweitert. Vor der Saison 2018 wurde das Stadion mit 1500 weiteren Sitzplätzen aufgestockt und bietet heute 5000 Sitzplätze.